# 색깔 속의 흑백
색깔 속의 흑백(Noirs Et Blancs En Couleur, Black And White In Color)은 프랑스, 코트디부아르에서 제작된 장 자크 아노 감독의 1976년 영화이다. 장 카르메 등이 주연으로 출연하였고 아서 콘 등이 제작에 참여하였다.
1976년 아카데미 국제영화상을 수상했다.

## 출연

### 주연
- 장 카르메
- 카트린 루벨
- 자크 스피에저

### 조연
- 모리스 베리어
- 피터 베링

## 같이 보기
- 아프리카 전구 (제1차 세계 대전)